# 鹿阜街道
鹿阜街道，全称鹿阜街道办事处，是中华人民共和国云南省昆明市石林彝族自治县下辖的一个乡镇级行政单位，也是石林彝族自治县县治所在。

## 历史沿革
原称鹿阜镇，在县境西部，巴江中游，东接维则乡，南连板桥街道，西与宜良县狗街镇相邻，北与路美邑乡接壤。海拔1675米。从唐朝始就成为政区治所驻地。明朝成化十三年（1477年），建州署于鹿阜山，今仍为石林县治驻地，为全县政治、经济、文化中心。清咸丰前名阜城乡。民国时改称鹿阜镇。1954年，改称城关镇，1958年，为路南公社，1961年为路南区，1965年复为城关镇。1988年，归鹿阜镇。彝族、汉族等民族杂居。2011年2月，鹿阜镇、石林镇、板桥镇合并为鹿阜街道。2017年，鹿阜街道析置为鹿阜、石林、板桥3个街道。同时将北大村和板桥村委会改设为居委会。

## 行政区划
2017年1月，鹿阜街道下辖以下地区：辖龙泉、南门、东门、西北4个居委会和大屯、小乐台旧、大乐台旧、东海子、阿乌、三板桥、山冲、宏图、铺兵、上蒲草、清水塘、新宅、路美邑、大哨、小河、 所卜所、阿怒山、北山、麦地庄、堡子、鱼龙坝21个村委会，国土面积232.9平方千米，总人口105662人，驻地为龙泉居委会双龙山18号。
鹿阜街道下辖以下地区：
九龙社区、红星社区、团结社区、西关社区、羊者窝社区、外纳村、大明村、大洼子村、养马村、新寨村、圭山村、幸多禄村、中和村和补歹村。

## 产业
当地政府与民众筹集水利工程，完成干山冲烟水工程、南门紫玉抽水站等。全镇以水稻为主要粮食作物，玉米、小麦、豆类、红薯等为辅，特产豆腐。工业有农业机械、电力、汽车修配、五金、炸药、制药等。旅游有雁塔山古塔、高泽墓志铭碑、文庙大成殿等，风景有灵秀湖、西山公园、龙江公园等。
石林县鹿阜中心学校也位于鹿阜街道。